# Baroneci Bunbury
Baroneci Bunbury of Bunbury
- 1681–1682 : Thomas Bunbury, 1. baronet
- 1682–1687 : Henry Bunbury, 2. baronet
- 1687–1733 : Henry Bunbury, 3. baronet
- 1733–1742 : Charles Bunbury, 4. baronet
- 1742–1764 : William Bunbury, 5. baronet
- 1764–1821 : Thomas Charles Bunbury, 6. baronet
- 1821–1860 : Henry Edward Bunbury, 7. baronet
- 1860–1886 : Charles James Fox Bunbury, 8. baronet
- 1886–1895 : Edward Herbert Bunbury, 9. baronet
- 1895–1930 : Henry Charles John Bunbury, 10. baronet
- 1930–1963 : Charles Henry Napier Bunbury, 11. baronet
- 1963–1985 : John William Napier Bunbury, 12. baronet
- 1985 - : Michael William Bunbury, 13. baronet

Następca 13. baroneta: Henry Michael Napier Bunbury